# Фрид, Фолькер
Фолькер Фрид (нем. Volker Fried, 1 февраля 1961, Оснабрюк, ФРГ) — немецкий хоккеист (хоккей на траве), полевой игрок. Олимпийский чемпион 1992 года, двукратный серебряный призёр летних Олимпийских игр 1984 и 1988 годов.

## Биография
Фолькер Фрид родился 1 февраля 1961 года в немецком городе Оснабрюк.
Играл в хоккей на траве за «Рот-Вайсс» из Кёльна.
В 1984 году вошёл в состав сборной ФРГ по хоккею на траве на летних Олимпийских играх в Лос-Анджелесе и завоевал серебряную медаль. Играл в поле, провёл 7 матчей, мячей не забивал.
В 1988 году вошёл в состав сборной ФРГ по хоккею на траве на летних Олимпийских играх в Сеуле и завоевал серебряную медаль. Играл в поле, провёл 7 матчей, мячей не забивал.
В 1992 году вошёл в состав сборной Германии по хоккею на траве на летних Олимпийских играх в Барселоне и завоевал золотую медаль. Играл в поле, провёл 7 матчей, мячей не забивал.
В 1996 году вошёл в состав сборной Германии по хоккею на траве на летних Олимпийских играх в Атланте, занявшей 4-е место. Играл в поле, провёл 7 матчей, мячей не забивал.
Четыре раза выиграл золотые медали Трофея чемпионов в 1987, 1988, 1991 и 1992 годах, в 1989 году стал бронзовым призёром.
В 1980—1996 годах провёл за сборную ФРГ и Германии 290 матчей, в том числе 250 на открытых полях, 40 в помещении.
В 1993 году удостоен высшей спортивной награды ФРГ — «Серебряного лаврового листа».
В 1996 году завершил международную карьеру.
После окончания игровой карьеры стал тренером. В 2014 году тренировал «Рейдтер», в январе 2015 года возглавил женский «Байер» из Леверкузена.